# 18128 Wysner
18128 Wysner è un asteroide della fascia principale. Scoperto nel 2000, presenta un'orbita caratterizzata da un semiasse maggiore pari a 2,2665787 UA e da un'eccentricità di 0,1209510, inclinata di 5,50841° rispetto all'eclittica.